# Gräf & Stift S 3
Der Gräf & Stift S 3 ist ein Pkw der Oberklasse, den die Automobilfirma Gräf & Stift 1925 herausbrachte. Der 6-Liter-Wagen sollte als etwas kleineres Modell den großen SR 3 ergänzen. Sein Preis war mit 28.000 Reichsmark jedoch genau so hoch wie der eines Mercedes 24/100/140 PS mit Kompressor.
Der Wagen hatte einen obengesteuerten 6-Zylinder-Reihenmotor vorne eingebaut, der über ein 4-Gang-Getriebe die Hinterräder antrieb. Er entwickelte 80 PS (59 kW) bei 2500 min−1. Die Höchstgeschwindigkeit des 2000 kg schweren Fahrzeuges betrug 120 km/h.
1931 wurde die Fertigung des Modells nach ca. 250 Exemplaren eingestellt.

## Technische Daten
| Typ                   | S 3                 |
| Bauzeitraum           | 1925–1931           |
| Motor                 | 6 Zyl. Reihe 4 Takt |
| Ventile               | hängend (ohv)       |
| Bohrung × Hub         | 95 mm × 140 mm      |
| Hubraum               | 5959 cm³            |
| Leistung (PS)         | 80                  |
| Leistung (kW)         | 59                  |
| Verbrauch             | 24 l / 100 km       |
| Höchstgeschwindigkeit | 120 km/h            |
| Leergewicht           | 2000 kg             |
| Radstand              | 3695 mm             |

## Quelle
- Werner Oswald: Deutsche Autos 1920–1945. 10. Auflage. Motorbuch Verlag, Stuttgart 1996, ISBN 3-8794-3519-7.